# Bengt Holgersson
Bengt Holgersson, född 16 september 1941 i Älghult, är en svensk socialdemokratisk landstingspolitiker och ämbetsman.
Bengt Holgersson studerade vid Lunds universitet där han blev filosofie kandidat 1969 och samma år anställdes som amanuens vid ekonomisk-historiska 
institutionen. Han blev ombudsman för den socialdemokratiska landstingsgruppen i Malmöhus läns landsting 1974 och förste ombudsman i Skånes socialdemokratiska partidistrikt 1979. Holgersson var landstingsråd i Malmöhus läns landsting 1983–1996, varav som landstingsstyrelsens ordförande 1984–1986 och 1994–1996, ordförande för Skånes socialdemokratiska partidistrikt 1985–1996 samt vice ordförande för Landstingsförbundet 1989–1994 och ordförande 1994–1996.
Han var den förste landshövdingen i det nybildade Skåne län 1997–2005.
Holgersson är hedersdoktor vid Lunds universitets medicinska fakultet samt vid Sveriges lantbruksuniversitet.